# Jesus Christ the Exorcist
Jesus Christ the Exorcist (sottotitolato A Progressive Rock Musical by Neal Morse) è il ventunesimo album in studio del cantautore statunitense Neal Morse, pubblicato il 14 giugno 2019 dalla Frontiers Records.

## Tracce
Testi e musiche di Neal Morse.
CD 1 – Act One
1. Introduction – 2:31
2. Overture – 3:19
3. Getaway – 2:41
4. Gather the People – 5:17
5. Jesus' Baptism – 3:09
6. Jesus' Temptation – 10:18
7. There's a Highway – 4:06
8. The Woman of Seven Devils – 5:41
9. Free at Last – 5:05
10. The Madman of the Gadarenes – 7:04
11. Love Has Called My Name – 4:14
12. Better Weather – 1:42
13. The Keys to the Kingdom – 4:48
14. Get Behind Me Satan – 3:23

CD 2 – Act Two
1. He Must Go to the Cross – 3:10
2. Jerusalem – 3:55
3. Hearts Full of Holes – 3:40
4. The Last Supper – 3:50
5. Gethsemane – 7:39
6. Jesus Before the Council and Peter's Denial – 3:12
7. Judas' Death – 3:33
8. Jesus Before Pilate and the Crucifixion – 8:14
9. Mary at the Tomb – 2:45
10. The Greatest Love of All – 5:00
11. Love Has Called My Name (Reprise) – 1:30

## Formazione
Musicisti
- Neal Morse – voci di Pilate, Demon 1 e Disciple 1, chitarra, tastiera, basso, percussioni, cori maschili
- Ted Leonard – voce di Jesus
- Talon David – voce di Maria
- Nick D'Virgilio – voce di Judas Iscariot
- Rick Florian – voce di The Devil
- Matt Smith – voce di John the Baptist
- Jake Livgren – voci di Peter e Caiaphas, cori maschili
- Mark Pogue – voci di Israelite 1, The Madman of the Gadarenes e Pharisee 2, cori maschili
- Wil Morse – voci di Israelite 2, Demon 3 e Pharisee 1, cori maschili
- Gabe Klein – voci di Demon 2 e Pharisee 4
- Gideon Klein – voce di Demon 4, arrangiamento strumenti ad arco e ottoni, contrabbasso, violoncello, viola, primo violino
- Julie Harrison – voce di Servant Girl
- Paul Bielatowicz – chitarra
- Bill Hubauer – tastiera
- Eric Gillette – batteria, chitarra
- Randy George – basso
- April Zachary – cori femminili
- Amy Pippin – cori femminili
- Debbie Bressee – cori femminili
- Julie Harrison – cori femminili
- Michael Jackson – cori maschili
- Steve Patrick – tromba
- Dominique Caster – tromba
- Gabriel Collins – sassofono, flauto traverso
- Jake Tudor – primo e secondo violino
- Jose Weigand – secondo violino
- Grace Laminack – viola

Produzione
- Neal Morse – produzione
- Philip Martin – assistenza alla registrazione
- Rich Mouser – missaggio

## Classifiche
| Classifica (2019) | Posizione massima |
| ----------------- | ----------------- |
| Belgio (Vallonia) | 136               |
| Germania          | 64                |
| Paesi Bassi       | 100               |
| Svizzera          | 86                |